# José Antonio García Fernández
José Antonio García Fernández (Città del Messico, 17 gennaio 1992) è un ex calciatore messicano, di ruolo difensore.

## Caratteristiche tecniche
Pur non essendo molto alto, occupa prevalentemente il ruolo di difensore centrale sia in una difesa a 2 che a 3 uomini. Nel corso della stagione 2011-2012 è stato impiegato anche da esterno di centrocampo.

## Carriera
Entrato sin da piccolo nelle giovanili dei Pumas, viene impiegato con la squadra giovanile Under-20 e occasionalmente con la squadra riserve. Il 16 settembre 2009 ha modo di esordire con la prima squadra nell'incontro di Concachampions contro il W Connection pareggiato in trasferta per 2-2, in cui gioca da titolare. Successivamente viene schierato dal primo minuto in tutte le restanti 3 partite del girone, che i Pumas vincono, ed anche nel quarto di finale di andata contro il Marathón, nel quale rimedia un cartellino giallo.
Il 24 maggio 2010 viene squalificato per sei mesi in quanto trovato positivo ad un test antidoping dopo la semifinale del torneo giovanile di Clausura contro il La Piedad, saltando di fatto tutto il campionato di Apertura 2010. La spiegazione data dal giocatore e dalla dirigenza della squadra è che la sostanza dopante in questione fosse in realtà un farmaco prescritto a García dal suo psichiatra, che il ragazzo prendeva sin dai 13 anni. La società decide comunque di non presentare ricorso contro la sentenza.
Scontata la squalifica, il 21 agosto 2011 esordisce in campionato da titolare alla sesta giornata dell'Apertura, sfruttando l'assenza di Marco Antonio Palacios, espulso nella partita precedente contro il Santos Laguna. Gioca tutti i 90 minuti dell'incontro perso per 2-1 contro il Puebla, e trova spazio anche nelle due seguenti partite contro Cruz Azul (sconfitta per 1-2) e Gallos Blancos. Sotto di due reti all'intervallo, il tecnico Memo Vázquez decide di sostituire García con il più offensivo Orrantia, senza però sortire effetti, dato che la partita termina 4-0. Non colleziona altre presenze nel corso del torneo. Trova il primo goal in campionato della sua carriera alla 9ª del Clausura, siglando di testa su corner la rete del definitivo 0-2 con cui i Pumas battono il Toluca. Due giornate dopo, per contro, si rende protagonista di una prestazione negativa contro l'América, causando il rigore con cui i padroni di casa aprono le marcature e venendo poi espulso nel finale, dando il la alla vittoria americanista.

## Statistiche

### Presenze e reti nei club
Aggiornate all'8 febbraio 2011.
| Stagione  | Squadra | Campionato | Campionato | Campionato | Coppe nazionali | Coppe nazionali | Coppe nazionali | Coppe continentali | Coppe continentali | Coppe continentali | Totale | Totale |
| Stagione  | Squadra | Comp       | Pres       | Reti       | Comp            | Pres            | Reti            | Comp               | Pres               | Reti               | Pres   | Reti   |
| --------- | ------- | ---------- | ---------- | ---------- | --------------- | --------------- | --------------- | ------------------ | ------------------ | ------------------ | ------ | ------ |
| 2009-2010 | Pumas   | LA         | 2          | 0          | -               | -               | -               | CCL                | 5                  | 0                  | 7      | 0      |
| 2010-2011 | Pumas   | -          | -          | -          | -               | -               | -               | SL                 | 0                  | 0                  | 0      | 0      |
| 2011-2012 | Pumas   | PD         | 3          | 0          | -               | -               | -               | CCL                | 2                  | 0                  | 5      | 0      |
| Totale    | Totale  | Totale     | 5          | 0          |                 |                 |                 |                    | 7                  | 0                  | 12     | 0      |

## Palmarès

### Club
- Campionato messicano: 1

Pumas UNAM: Clausura 2011